# Oj, svijetla majska zoro
Oj, svijetla majska zoro (in italiano: "Oh, luminosa e magnifica alba") è l'inno nazionale del Montenegro. Fu scelto come inno dopo l'indipendenza del Montenegro poiché era una diffusissima canzone folk montenegrina.

## Storia
Nel 1878 il congresso di Berlino sancì l'indipendenza del Montenegro, che si munì dell'inno nazionale Ubavoj Crnoj Gori ("Al nostro bel Montenegro"), su testo di Anton Sulc e musica di Jovan Sundecic. Questo inno scomparve con l'annessione del Montenegro al nuovo Regno di Jugoslavia. Nel 1941 dopo l'aggressione nazifascista della Jugoslavia, il Montenegro ritornò indipendente sotto protettorato italiano. Il dittatore Sekula Drljević (1885-1941) decise di adottare un nuovo inno, basato su di una famosa canzone popolare, per la quale scrisse dei nuovi versi.
Questo brano presenta impressionanti analogie con certe composizioni del russo Čajkovskij. Nel 1876, in occasione della guerra russo-turca Čajkovskij compose le musiche di scena "Il Montenegro apprende la dichiarazione di guerra russa alla Turchia", musiche che furono eseguite a Pietroburgo ma anche in Montenegro. In seguito queste musiche di scena andarono perdute, dimodoché è impossibile poter dire se effettivamente la canzone popolare deriva da esse. Ma come si è detto, l'analogia con altre musiche di Čajkovskij esiste.
Con il ritorno della Jugoslavia comunista l'inno venne proibito come musica fascista. Ora con la nuova indipendenza del 2004 lo si è rimesso in vigore. Non sono mancate le polemiche sul legame con il passato fascista, ma poiché il testo della canzone, anche se scritto dal dittatore, parla delle bellezze naturali e della rinascita nazionale nel maggio radioso, tali contrarietà sono state superate.

## Testo
Oj svijetla majska zoro

Majko naša Crna Goro

Sinovi smo tvog stijenja

I čuvari tvog poštenja
Volimo vas, brda tvrda,

I stravične vaše klance

Koji nikad ne poznaše

Sramotnoga ropstva lance.
Dok lovćenskoj našoj misli

Naša sloga daje krila,

Biće gorda, biće slavna

Domovina naša mila.
Rijeka će naših vala,

Uskačući u dva mora,

Glas nositi okeanu,

Da je vječna Crna Gora.